# Liste der Mitglieder des Württembergischen Landtages 1932 bis 1933
Diese Liste gibt einen Überblick über die Mitglieder des Landtags des freien Volksstaates Württemberg in der 4. Legislaturperiode von 1932 bis 1933.

## A
- Josef Andre (Zentrum)
- Alfred Arnold (NSDAP)

## B
- Adolf Bauer (WBWB)
- Philipp Baetzner (NSDAP)
- Josef Beyerle (Zentrum)
- Gottlob Bilger (CSVD)
- Richard Blankenhorn (NSDAP)
- Lorenz Bock (Zentrum)
- Eugen Bolz (Zentrum)
- Peter Bruckmann (Deutsche Staatspartei)
- Mathilde Brückner (SPD)

## D
- Alfred Dehlinger (DNVP/Bürgerpartei) ausgetreten am 8. Oktober 1932, nachgerückt ist Walter Hirzel
- Karl Dempel (NSDAP)
- Christoph Diehm (NSDAP)
- Erwin Dirr (NSDAP)
- Sophie Döhring (SPD)

## F
- Franz Feuerstein (SPD)
- Albert Fischer (KPD)
- Johannes Fischer (Deutsche Staatspartei)

## G
- Karl Gengler (Zentrum)
- August Gompper (SPD)
- Wilhelm Greß (NSDAP)

## H
- Alfred Haag (KPD)
- Friedrich Häcker (WBWB)
- Jakob Hermann (Zentrum)
- Berthold Heymann (SPD)
- Emilie Hiller (SPD)
- Romuald Hilsenbeck (KPD)
  - Walter Hirzel (DNVP/Bürgerpartei) nachgerückt am 11. Oktober 1932 für Alfred Dehlinger
- Ernst Huber (NSDAP)

## K
- Emil Kaim (Zentrum)
- Wilhelm Keil (SPD)
- Karl Keim (KPD)
- Emil Kiener (NSDAP)
- Adolf Kling (NSDAP)
- Hermann Kling (CSVD)
- Josef Köberle (Zentrum)
- Gustav Köhler (KPD)
- Josef König (Zentrum)
- Theodor Körner (WBWB)
- Aloys Küchle (Zentrum)
- Johannes Kugler (WBWB)

## L
- Eduard Lins (Zentrum)

## M
- Otto Maier (NSDAP)
- Reinhold Maier (Deutsche Staatspartei)
- Fritz Mauthe (Deutsche Staatspartei)
- Christian Mergenthaler (NSDAP)
- Karl Müller (CSVD)
- Wilhelm Murr (NSDAP)

## N
- Anton Nassal (Zentrum)

## P
- Karl Pfannenschwarz (NSDAP)
- Albert Pflüger (SPD)

## R
- Hermann Reiner (NSDAP)
- August Renz (Zentrum)
- Luise Rist (Zentrum)
- Karl Ruggaber (SPD)

## S
- Albert Sauer (Zentrum)
- Adolf Scheffold (Zentrum)
- Jonathan Schmid (NSDAP)
- Gottlieb Schmid (WBWB)
- Friedrich Schmidt (NSDAP)
- Otto Schmidt (Zentrum)
- Erhard Schneckenburger (SPD)
- Ernst Schott (DNVP/Bürgerpartei)
- Albert Schüle (NSDAP)
- Hans Seibold (NSDAP)
- Otto Sommer (NSDAP)
- Otto Speidel (NSDAP)
- Otto Steinmayer (SPD)
- Heinrich Stooß (WBWB)
- Wilhelm Ströbel (WBWB)
- Georg Stümpfig (NSDAP)

## U
- Fritz Ulrich (SPD)

## V
- Gottlob Vollert (WBWB)
- Otto Vollmer (KPD)

## W
- Karl Waldmann (NSDAP)
- Maria Walter (KPD)
- Jakob Weimer (SPD)
- Jakob Wernwag (WBWB)
- Fritz Wider (DNVP/Bürgerpartei)
- Friedrich Winker (SPD)